# OnePlus
OnePlus é uma fabricante chinesa de smartphones com sede em Shenzhen fundada por Pete Lau e Carl Pei em dezembro de 2013. Em 9 de março de 2014, a empresa expandiu suas operações para países da União Europeia. Desde julho de 2018, o OnePlus atua em trinta e quatro países e regiões: Austrália, Áustria, Bélgica, Bulgária, Canadá, China, Croácia, Chipre, República Tcheca, Dinamarca, Estônia, Finlândia, França, Alemanha, Grécia, Hong Kong, Hungria, Índia, Irlanda, Itália, Letônia, Lituânia, Luxemburgo, Malta, Países Baixos, Polônia, Portugal, Romênia, Espanha, Eslováquia, Eslovênia, Suécia, Reino Unido e Estados Unidos. A marca não foi lançada no Brasil, então os celulares da OnePlus no Brasil são importados.

## Histórico

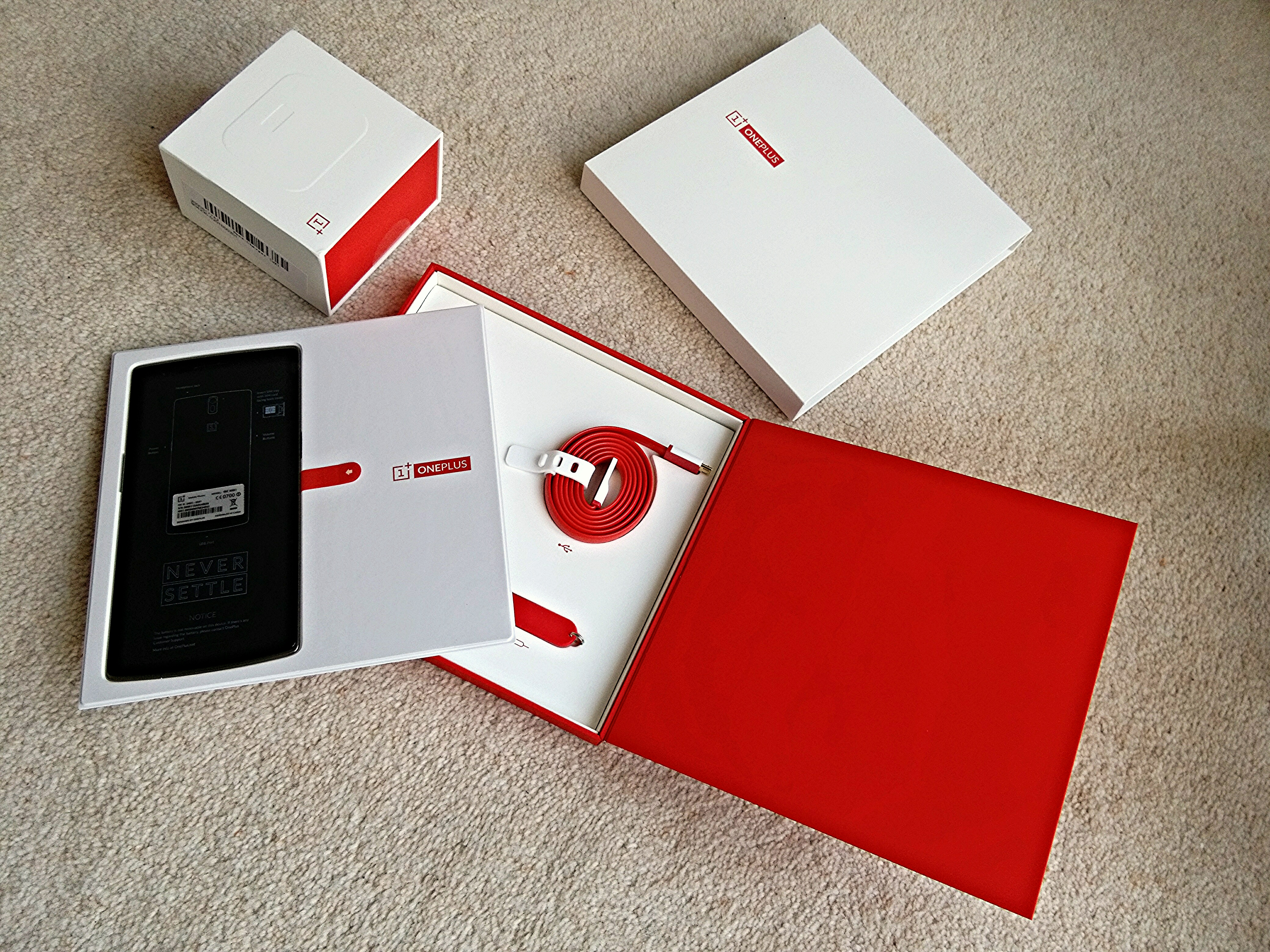
Celular OnePlus One de 2014.

A OnePlus foi fundada em 16 de dezembro de 2013 pelo ex-vice-presidente da Oppo, Pete Lau e Carl Pei. De acordo com a documentação do governo chinês, o único acionista institucional da OnePlus é a Oppo Electronics. Lau negou que a OnePlus era uma subsidiária integral da Oppo e afirmou que a Oppo Electronics e não a Oppo Mobile (fabricante do telefone) é uma grande investidora da OnePlus e que estão "conversando com outros investidores" (embora nada tenha sido anunciado encontro). O principal objetivo da empresa era projetar um smartphone que equilibrasse a qualidade de ponta com um preço mais baixo do que os outros celulares de sua categoria, acreditando que os usuários "nunca se conformariam" com os dispositivos de menor qualidade produzidos por outras empresas. Lau explicou que "nunca seremos diferentes apenas por sermos diferentes. Tudo o que é feito tem que melhorar a experiência real do usuário no uso diário". Ele também mostrou aspirações de ser o "Muji da indústria de tecnologia", enfatizando seu foco em produtos de alta qualidade com projetos simples e fáceis de usar. Continuando a associação de Lau com a plataforma da Oppo N1, a OnePlus firmou um acordo de licenciamento exclusivo com a Cyanogen Inc. para basear a distribuição Android de seus produtos em uma variante da popular ROM CyanogenMod e usar suas marcas registradas fora da China.
A empresa lançou seu primeiro dispositivo, o OnePlus One, em 23 de abril de 2014. Em dezembro de 2014, juntamente com o lançamento do OnePlus One na Índia exclusivamente através da Amazon, a OnePlus também anunciou planos para estabelecer uma presença no país, com planos para abrir 25 centros oficiais de serviço walk-in em toda a Índia.
Em abril de 2014, a OnePlus contratou a Han Han como embaixadora de produtos na China continental.
Em 9 de março de 2014, a empresa expandiu suas operações para a União Europeia. Em julho de 2018, o OnePlus está nos seguintes 34 países e regiões:  Austrália, Áustria, Bélgica, Bulgária, Canada, China, Croácia, Chipre, República Checa, Dinamarca, Estônia, Finlândia, França, Alemanha, Grécia, Hong Kong, Hungria, Índia, Irlanda, Itália, Letônia, Lituânia, Luxemburgo, Malta, Países Baixos, Colonia, Portugal, Romania, Espanha, Eslováquia, Eslovênia, Suécia, Reino Unido e nos Estados Unidos.

## Produtos

### Smartphones
OnePlus fabricou oito smartphones:
- OnePlus One (codinome "bacon"; lançado em 23 de abril de 2014; lançado internacionalmente em 6 de junho de 2014)
- OnePlus 2 (codinome "oneplus2"; lançado em 27 de julho de 2015; lançado internacionalmente em 11 de agosto de 2015)
- OnePlus X (codinome "onyx"; lançado em 29 de outubro de 2015; lançado internacionalmente em 5 de novembro de 2015)
- OnePlus 3 (codinome "oneplus3"; lançado em 14 de junho de 2016; lançado internacionalmente em 14 de junho de 2016)
- OnePlus 3T (codinome "oneplus3t"; lançado em 15 de novembro de 2016; lançado internacionalmente em 28 de novembro de 2016)
- OnePlus 5 (codinome "cheeseburger"; lançado em 20 de junho de 2017; lançado internacionalmente em 27 June 2017)
- OnePlus 5T (codinome "dumpling"; lançado em 16 de novembro de 2017; lançado internacionalmente em 21 novembro de 2017)
- OnePlus 6 (codinome "enchilada" lançado em 16 de maio de 2018; lançado internacionalmente em 22 de maio de 2018)
- OnePlus 8 (codinome "GALILEI IN2025" lançado em 14 de abril de 2020)
- OnePlus 8 Pro (codinome "GALILEI IN2023" lançado em 14 de abril de 2020)